# Видинчани
 Тази статия е за личности, свързани с Видин.  За селото в Област Ямбол вижте Видинци.  
Това е непълен списък на личности, свързани с Видин. Подредени са по азбучен ред (фамилно, лично име) и година на раждане.

## Родени във Видин
- Емануил Шишманоглу (18 – 19 век), възрожденски търговец
- Цеко Неев (1827 – 1892), политик, кмет на Видин
- Ванко Нешев (1830 – ?), политик, кмет на Видин
- Хюсеин Тефик паша (1833 – 1901), османски политик и математик
- Илия Цанов (1835 – 1901), политик
- Илия Милушев (1846 – ?), участник в Илинденско-Преображенското въстание в Одринско с четата на Кръстьо Българията[1]
- Младен Павлов (1848 – 1935), национал-революционер, участник в Ботевата чета
- Тома Лозанов (1853 – 1952), строителен предприемач и търговец [2]
- Михалаки Георгиев (1854 – 1916), писател
- Димитър Мишев (1856 – 1932), учен, академик
- Найчо Цанов (1857 – 1923), политик
- Пантелей Ценов (1858 – 1926), генерал
- Петър Стайков (1859 – 1926), политик
- Панайот Байчев или Бойчев е революционер, кумановски войвода на ВМОРО.
- Радю К. Радев, български революционер от ВМОРО, четник на Петър Ангелов [3]
- Петко Тотев, български революционер от ВМОРО, четник на Никола Георгиев Топчията [4]
- Александър Кръстев (1879 – 1945), диригент и композитор
- Стефан Младенов (1880 – 1963), учен, академик
- Никола Петров (1881 – 1916), художник, живописец
- Жул Паскин (1885 – 1930), френски художник
- Кирил Минков (1888 – 1916), флотски офицер, загинал през Първата световна война
- Александър Сталийски (1893 – 1945), юрист, министър
- Борис Павлов (1895 – ?), политик
- Петко Здравков (1908 – 1983), юрист и писател
- Кирил Василев (1908 – 1987), художник, живописец, автор на официалния портрет на цар Борис III
- Пантелей Зарев (1911 – 1997), литературен критик
- Стефан Илиев (1915 – 1918) е военен деец, полковник, командир на 15-и пехотен ломски полк по време на Първата световна война
- Робърт Лин (1920 – 1998), съосновател на куриерската служба DHL. Инициалът на фамилията му е третата буква от името на компанията. [5][6]
- Боян Чонос (1921 – 1943), партизанин
- Златка Асенова (р. 1922), скулптор
- Маргарита Трантеева (1927 – 2007), пещернячка [7]
- Димитър Димитров (1932 – 2002), учен, министър
- Севелина Гьорова (1934 – 2007), театрална критичка, драматург
- Вълчо Камарашев (1937 – 2020), актьор
- Георги Бадев (р. 1937), цигулар
- Венелин Живков (р. 1940), учен, член-кореспондент
- Петър Чернев (1943 – 1992), певец и композитор
- Ставри Калинов (р. 1944), художник и скулптор
- Йохан Давидов (р. 1949), математик, професор
- Валентин Илиев (р. 1949), математик
- Федя Дамянов (р. 1950), кануист
- Юксел Ахмедов (1954 – 2011), музикант, композитор
- Димитър Костов (р. 1957), банкер, министър
- Коста Илиев (р. 1962), баскетболист
- Даниел Боримиров (р. 1970), футболист
- Росица Кирова (р. 1970), обществена личност, парламентарист
- Нина Чилова (р. 1972), депутат
- Диана Любенова (р. 1972), актриса
- Милен Радуканов (р. 1972), футболист
- Росен Кирилов (р. 1973), футболист
- Деян Донков (р. 1974), актьор
- Мартин Станков (р. 1974), футболист
- Йордан Йончев-Гъмзата (р. 1976), тромпетист
- Людмил Радулов (р. 1980), баскетболист
- Миглена Христова (р. 1982), певица (Никол)
- Борис Григоров (р. 1983), автомобилен състезател

## Починали във Видин
- Антим I (1816 – 1888), екзарх
- Цеко Неев (1827 – 1892), политик, кмет на Видин
- Петко Петков (1827 – 1897), политик, кмет на Видин
- Кръсто Янков (1854 – 1919), зограф
- Димитър Балев (1863 – 1915), политик, кмет на Видин
- Димитър Цухлев (1864 – 1932), историк
- Ангел Куртелов (1887 – 1933), революционер, офицер
- Васил Георгиев (1897 – 1952), политик, кмет на Видин
- Боян Чонос (1921 – 1943), партизанин

## Почетни граждани
- Атанас Узунов (р. 1857 – 1887), български майор, комендант на Видин
- Радослав Гайдарски (р. 1937), български лекар, министър
- Георги Бадев (р. 1937), български цигулар
- Петър Аврамов (р. 1954), български застраховател
- Димитър Илиев (р. 1975), български автомобилен състезател
- Мадлен Радуканова (р. 2000), българска състезателка по художествена гимнастика

## Други, свързани с Видин
- Софроний Врачански (1739 – 1813?), български епископ, народен будител
- Велко Петров (1780 – 1813), български хайдутин (Хайдут Велко), сръбски революционер
- Константин Петкович (1824 – 1828), български славист, публицист, поет; руски дипломат (и във Видин)
- Драган Цанков (1828 – 1911), български политик
- Никола Пашич (1845 – 1926), сръбски политик от български произход
- Симеон Ванков (1858 – 1937), български офицер, руски генерал
- Антон Страшимиров (1872 – 1937), български писател, драматург и публицист
- Петър Младенов (1936 – 2000), председател на Държавния съвет и председател (президент) на България
- Андрей Пантев (р. 1937), български историк, политик
- Ани Илков (р. 1957), български поет, филолог
- Васко Громков (р. 1967), български поет, диджей, журналист, актьор, сценарист, радио- и тeлевизионен водещ